# Л'Асунта (Бари)
Л'Асунта (итал. L'Assunta) је насеље у Италији у округу Бари, региону Апулија.
Према процени из 2011. у насељу је живело 158 становника. Насеље се налази на надморској висини од 63 м.